# Astragalus saichanensis
Astragalus saichanensis är en ärtväxtart som beskrevs av Sanchir. Astragalus saichanensis ingår i släktet vedlar, och familjen ärtväxter. Inga underarter finns listade i Catalogue of Life.